# Aeropuerto Internacional de Goa
El Aeropuerto Internacional de Goa (en marathi, गोवा आंतरराष्ट्रीय विमानतळ) (IATA: GOI, OACI: VAGO) está ubicado en el pueblo de Dabolim en Goa, India. Es el único aeropuerto de esta región y opera como enclave civil dentro de la base aérea militar INS Hansa.

## Historia
El aeropuerto fue construido por el gobierno del Estado da Índia Portuguesa en los 50 en un espacio de 112 hectáreas. Hasta 1961 sirvió de centro de operaciones principal de la aerolínea local TAIP Transportes Aéreos da Índia Portuguesa, que tenía vuelos regulares a Karachi, Mozambique, Timor, y otros destinos.
Durante la invasión india de Goa, en diciembre de 1961, el aeropuerto fue bombardeado por la Fuerza Aérea India destruyendo parte de las infraestructuras. Dos aviones civiles que estaban en el aeropuerto, uno de TAP Portugal y otro de TAIP lograron abandonar el aeropuerto durante la noche y llegar a Karachi.
 En abril de 1962, fue ocupado por las aeronaves de la Armada India cuando el General K.P. Candeth, que lideró la exitosa operación militar en Goa, transfirió la gestión del aeropuerto a la Armada India antes de la unión de Goa a India en junio. 
Los primeros turistas internacionales llegaron a Goa en los 60. Para acrecentar los viajeros civiles desde Vasco da Gama y Goa la armada India y el Gobierno de India invitaron a la aerolínea pública (ahora conocida como Indian Airlines) a operar en Goa desde 1966 cuando la pista estuvo reparada y se adecuó para los aviones de reacción.
Goa tiene unos 700 vuelos al año, incluyendo el 90 % de los vuelos chárter internacionales de turistas del país. Aproximadamente 150 000 a 200 000 turistas extranjeros llegan a Goa en vuelos chárter. El total de turistas extranjeros de Goa (prácticamente el doble de los pasajeros chárter) supone un 5-10 % del total nacional y un 10-15 % del dinero dejado por los extranjeros en el país en turismo. En las primeras horas del fin de semana el aeropuerto se encuentra próximo a la saturación debido a la oleada de vuelos chárter especialmente desde Reino Unido, y Rusia. Los turistas desde Reino Unido a Goa por aire representan unos 101 000 en 2007-08 mientras que los procedentes de Rusia representan unos 42 000 (en 159 vuelos chárter) en el mismo periodo. Estos países son los principales aportadores de turistas extranjeros. Los vuelos chárter desde Rusia para la temporada actual son 240.

## Factores económicos

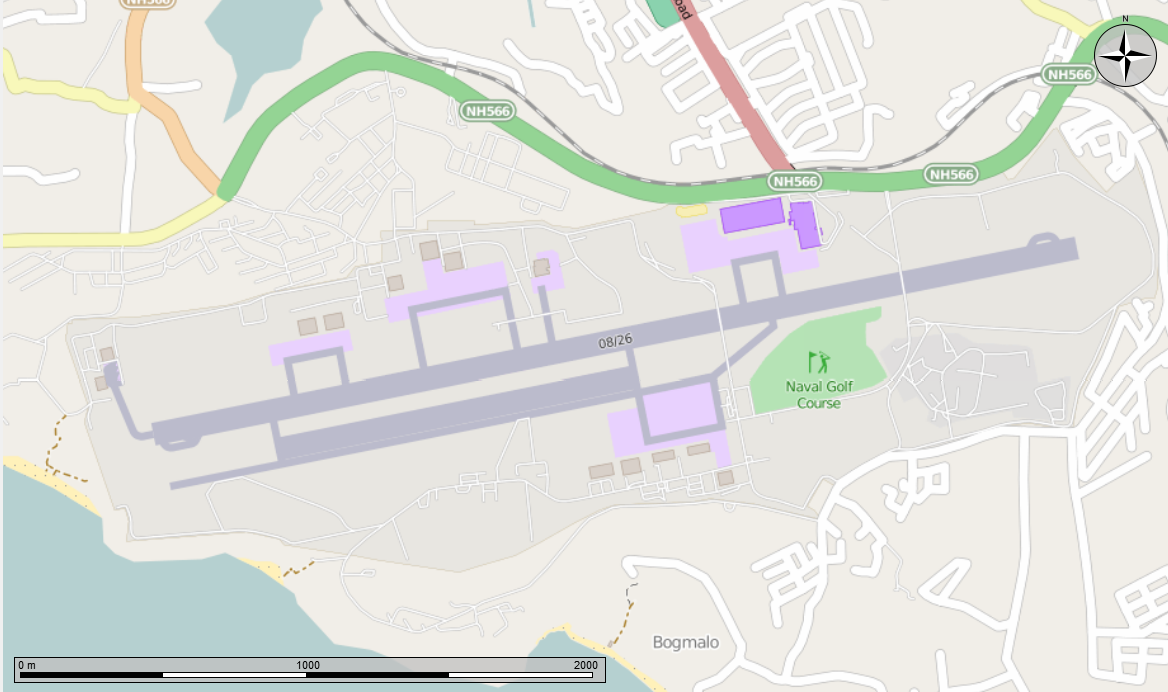
Mapa del aeropuerto

El control del tráfico aéreo en Goa está en manos de la armada India, que recibe dinero por su servicio en función de las operaciones. Las tasas de aterrizaje son de unas 17 000 rupias cada uno. El RNF es de unas 7400 rupias. La Dirección de Aeropuertos de India cobra también una tasa de aparcamiento de 10 000 rupias por día. Recibe una parte de las tasas de pasajeros compartidas con la Fuerza de Seguridad Industrial Central (CISF). La AAI también recibe dinero de servicios no estrictamente aeroportuarios como instalaciones de pasajeros, aparcamientos, entradas, restaurantes y tiendas en la terminal principal y anuncios. Con unas ganancias de 700 millones de rupias, el aeropuerto de Goa es uno de los únicos doce aeropuertos "beneficiosos" de la Dirección de Aeropuertos de India (AAI).
Las necesidades de capital (como para la ampliación de pista) en el aeropuerto están cubiertos por la AAI. La pista del aeropuerto de Goa ha incrementado su longitud en el transcurso de los años de los 1800 metros iniciales a los 2370 metros actuales, y puede dar ahora cabida a los Boeing 747. Una asociación local ha estimado en cuarenta hectáreas las necesidades del enclave civil en comparación con las catorce hectáreas actuales.
El Ministerio de Aviación Civil indio anunció un plan para mejorar el aeropuerto de Goa en 2006. Esto incluye la construcción de una nueva terminal internacional de pasajeros (tras convertir la actual en doméstica) y añadir algunos puestos de estacionamientos adicionales en un área de 4 hectáreas. La construcción estaría concluida a finales de 2007. Sin embargo los retrasos en la transferencia del terreno necesario por parte de la armada ha retrasado su conclusión.

## Estructura

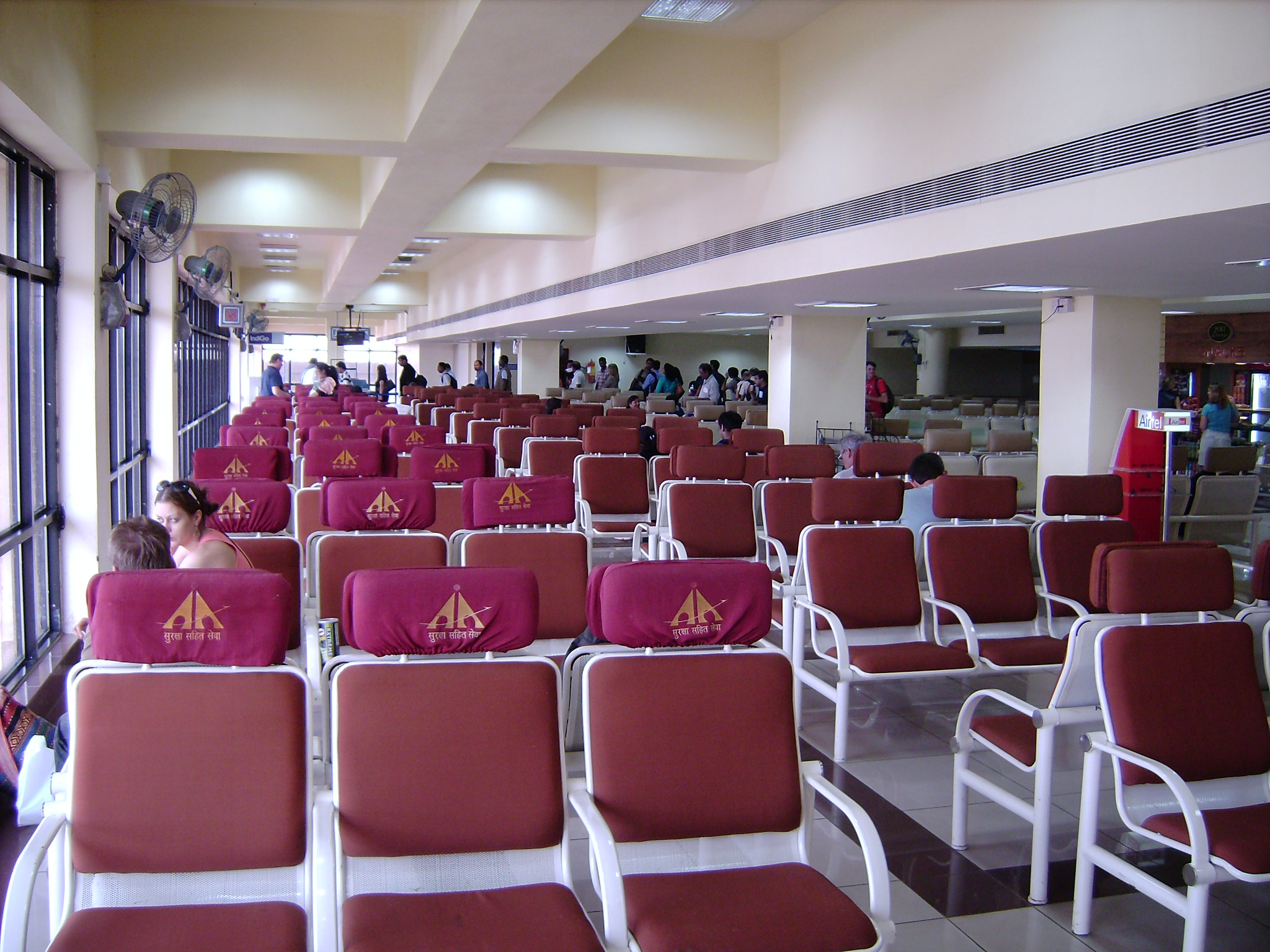
Esperador

El aeropuerto ocupa un terreno de 688 hectáreas (con posibilidad de ampliarlo a 745 hectáreas) y consistente en un enclave civil de unas catorce hectáreas. Hay dos terminales gestionadas por la Dirección de Aeropuertos de India (AAI). De estas, la terminal doméstica ocupa un espacio de 2000 m² y la terminal internacional ocupa 1000 metros cuadrados. The remaining space is for other service areas.
La terminal doméstica fue construida en 1983 y fue diseñada para atender 350 llegadas y salidas simultáneamente, mientras que la terminal internacional construida en 1996 es capaz de hacerlo con 250. Hay 250 miembros paramilitares en el aeropuerto con propósitos de seguridad. Hay aparcamientos para 84 coches y ocho autobuses. El aparcamiento de coches está reservado a vehículos de los directivos. Los coches privados y autobuses están relegados a zonas exteriores al aeropuerto.
De los treinta a cuarenta vuelos diarios hay una fuerte presencia de tráfico civil en el periodo de 1:00 p. m. a 6:00 p. m. durante los días laborales, por la restricción de las primeras horas de la mañana. Esto se debe a las restricciones de la armada a propósito de los vuelos de entrenamiento militares. Estos vuelos de entrenamiento tienen lugar durante todo el año. El incremento de demanda durante la temporada turística de Navidades/Año Nuevo tiene como resultado un aumento de las tasas aeroportuarias durante este periodo.

## Ampliaciones
Hay actualmente una nueva terminal en construcción. La primera piedra se puso el 21 de febrero de 2009.

## Estadísticas
Ver fuente y consulta Wikidata.
| Año  | Pasajeros | Operaciones |
| ---- | --------- | ----------- |
| 1999 | 758 914   | 7584        |
| 2000 | 875 924   | 7957        |
| 2001 | 791 628   | 8112        |

En 2005, el número de pasajeros se incrementó hasta los 987 690 (1944 nacionales más 762 internacionales al día). En 2004-05 se obtuvo 1.3 millones de pasajeros suponiendo una media de 3467 pasajeros al día. El aeropuerto se encuentra entre los diez primeros del país en término del tráfico de pasajeros.

## Aerolíneas y destinos

### Destinos nacionales
El aeropuerto de Goa recibe vuelos procedentes de las siguientes ciudades de India:
| Aerolíneas        | Destinos |
| ----------------- | --- |
| Air India         | Bombay, Delhi |
| Air India Express | Bangalore, Bhubaneswar, Bombay, Delhi, Guwahati, Hyderabad                                                          |
| Alliance Air      | Bangalore, Bombay, Hyderabad, Indore, Mysore                                                                        |
| IndiGo            | Ahmedabad, Bangalore, Bombay, Calcuta, Chandigarh, Chennai, Delhi, Hyderabad, Indore, Kochi, Lucknow, Raipur, Surat |
| Vistara           | Bangalore, Bombay, Delhi                                                                                            |

### Destinos internacionales
El aeropuerto también cuenta con vuelos a los siguientes destinos internacionales.
| Ciudades por países    | Nombre del aeropuerto                          | Aerolíneas                                   | Aeronaves | Frecuencias semanales |      |
| Asia                   | Asia                                           | Asia                                         | Asia      | Asia                  | Asia |
| ---------------------- | ---------------------------------------------- | -------------------------------------------- | --------- | --------------------- | ---- |
| Baréin                 |                                                |                                              |           |                       |      |
| Manama                 | Aeropuerto Internacional de Baréin             | Gulf Air                                     |           |                       |      |
| Catar                  |                                                |                                              |           |                       |      |
| Doha                   | Aeropuerto Internacional Hamad                 | Qatar Airways (finaliza 19 de junio de 2024) |           |                       |      |
| Emiratos Árabes Unidos |                                                |                                              |           |                       |      |
| Dubái                  | Aeropuerto Internacional de Dubái              | Air India Express                            |           |                       |      |
| Sharjah                | Aeropuerto Internacional de Sharjah            | Air Arabia                                   | A32x      |                       |      |
| Kazajistán             |                                                |                                              |           |                       |      |
| Almaty                 | Aeropuerto Internacional de Almatý             | SCAT Airlines (Chárter estacional)           |           |                       |      |
| Kirguistán             |                                                |                                              |           |                       |      |
| Biskek                 | Aeropuerto Internacional de Manas              | Aero Nomad Airlines (Chárter estacional)     | A320-200  |                       |      |
| Europa                 |                                                |                                              |           |                       |      |
| Polonia                |                                                |                                              |           |                       |      |
| Varsovia               | Aeropuerto Chopin de Varsovia                  | LOT Polish Airlines (Chárter estacional)     |           |                       |      |
| Rusia                  |                                                |                                              |           |                       |      |
| Ekaterimburgo          | Aeropuerto de Ekaterimburgo-Koltsovo           | Aeroflot (Estacional)                        |           |                       |      |
| Moscú                  | Aeropuerto Internacional de Moscú-Sheremétievo | Aeroflot (Estacional)                        |           |                       |      |

## Incidentes y accidentes
- El 1 de octubre de 2002, dos Ilyushin IL-18 colisionaron y se estrellaron cerca del aeropuerto de Goa matando a los doce miembros navales en los aviones y a tres civiles en tierra.
- En diciembre de 2004 un Sea Harrier hizo un "belly flop" mientras aterrizaba. El piloto sobrevivió.
- A comienzos de 2005 un Sea Harrier se salió de pista mientras aterrizaba. El piloto sobrevivió.
- En diciembre de 2005 un Sea Harrier se estrelló contra una barrera de acero, rompiendo la valla perimetral, y cruzó una carretera antes de acabar al otro lado en llamas. El piloto murió.
- El 24 de diciembre de 2007 un Sea Harrier se estrelló y ardió a las 11:15 AM, mientras intentaba un aterrizaje vertical, con un tanque lleno de combustible en el borde este de la pista. El piloto se eyectó para salvar su vida, pero las operaciones del aeropuerto civil fueron detenidas durante noventa minutos.